# Galatella chulbairica
Galatella chulbairica là một loài thực vật có hoa trong họ Cúc. Loài này được Tulyag. mô tả khoa học đầu tiên năm 2001.